# Tamal
Els tamales (del nàhuatl, tamalli) és un menjar típic d'Amèrica Llatina el qual, amb petites variacions, està present a la gastronomia del Perú, Colòmbia, Mèxic, l'Argentina, l'Uruguai, l'Equador, Bolívia, etc. Es tracta d'una espècie d'empanada feta normalment amb farina de blat de moro i farcida de carn de porc, pollastre o vedella. Aquesta empanada, que pot ser més o menys condimentada o picant, s'envolta en fulles de banana o panotxa i es cuina en un forn o en una paella, normalment al vapor.